# Cifera
Cifera (in greco antico: Κύφαιρα?) era una città dell'antica Grecia ubicata in Tessaglia.

## Storia
Viene citata nel corso della seconda guerra macedonica: Tito Livio dice che era una città fortificata che dominava il territorio della Dolopia, che venne conquistata dalla lega etolica nel 198 a.C., dopo il ritiro di Filippo V di Macedonia dal territorio della Tessaglia.